# ホセ・フンコサ
ホセ・フンコサ・ベルムント（José Juncosa Bellmunt、1922年2月2日 - 2003年10月31日）は、スペイン・レス・ボルヘス・ブランケス出身の元サッカー選手、サッカー指導者。ポジションはフォワード。
1940年代のスペインを代表するストライカー。11シーズン在籍したアトレティコ・マドリードでは、歴代10位となる公式戦103ゴールを決めた。